# Apoclima nigrum
Apoclima nigrum là một loài tò vò trong họ Ichneumonidae.